# When a Stranger Calls (1979)
When a Stranger Calls is een Amerikaanse film van Fred Walton die uitgebracht werd in 1979. Het scenario is gebaseerd op de stadslegende The babysitter and the man upstairs en op de horrorfilm Black Christmas (1974).
When a Stranger Calls werd in 1993 gevolgd door When a Stranger Calls Back en kreeg in 2006 een gelijknamige remake.

## Verhaal
Meneer en mevrouw Mandrakis gaan een avondje uit en halen Jill Johnson in huis als babysitter om op hun twee kindjes te passen. Aanvankelijk verloopt alles rustig totdat de telefoon rinkelt. Een vreemde mannenstem vraagt Jill of ze al gecontroleerd heeft of alles goed gaat met de kindjes in bed. 
De anonieme telefoontjes blijven komen en worden alsmaar angstwekkender en dreigender. Jill besluit de politie te bellen om hulp te vragen. De situatie wordt echt nijpend wanneer de politie haar vertelt dat de beller haar belt vanuit het huis.    

## Rolverdeling
| Acteur            | Personage                |
| ----------------- | ------------------------ |
| Carol Kane        | Jill Johnson             |
| Charles Durning   | John Clifford            |
| Colleen Dewhurst  | Tracy Fuller             |
| Tony Beckley      | Curt Duncan              |
| Carmen Argenziano | dokter Mandrakis         |
| Rutanya Alda      | mevrouw Mandrakis        |
| William Boyett    | sergeant Sacker          |
| Ron O'Neal        | luitenant Charlie Garber |
| Rachel Roberts    | dokter Monk              |